# Esprit D’Air
Az Esprit D'Air ("Levegő Szelleme" franciául) egy japán alternatív metal zenekar, amelyet 2010-ben alapítottak Londonban japán tagokkal. A zenekar 2013-ban vált népszerűvé, amikor a "Shizuku" című kislemezük a Rock Band 3 (és 2023 óta a Rock Band 4) videojátékban a J-Rock kategória első játszható dala lett, de még ugyanabban az évben feloszlottak, amikor a tagok visszatértek Japánba. A 2016-os újjáalakulás óta a Kai session zenészeket és kísérő tagokat szerződtetett, köztük néhányat az eredeti felállásból, hogy turnézzanak velük.
2016-ban Kai szólóprojektjeként újjáalakultak, debütáló albumuk, a Constellations 2017-ben jelent meg a kritikusok elismerésével. Az album elnyerte a "Legjobb Metal Album" díjat az Independent Music Awards-on, amelyet egy olyan zsűri értékelt, amelynek tagja volt többek között Amy Lee az Evanescence, a Slayer és a Sepultura tagja, és bekerült a Top 40 Rock & Metal Albums listára.
2022-ben az Esprit D'Air kiadta második albumát, az Oceans-t, amely bekerült az Egyesült Királyság hivatalos slágerlistájára, és a Rock & Metal Albums Chart 8. helyén, valamint az Independent Albums Breakers Chart 5. helyén végzett, az album később több hétig újra felkerült a slágerlistákra a 2022 nyarán megrendezett UK Oceans Tour sikerét követően. The album later re-entered the charts for several weeks following the success of their UK Oceans tour in summer 2022.

## Mérföldkövek

### Az egyesülés és a Deai (2010–2011)
A zenekar egy londoni koncerten találkozott, és 2010 májusában debütált, ekkor a zenekar öt tagból állt: Yosh (ének), Kai (szólógitár és háttérvokál), Ellis (basszusgitár), Yuki (ritmusgitár) és Daishi (dobok). 2010 októberében az Esprit D'Air először egy EP-t adott ki "Deai" címmel, ami szabad fordításban "találkozás"-nak felel meg. Kai úgy írta le a nevet, hogy "olyan, mint a zenekar első hellója." A 3 sávos EP-t a londoni Brick Lane-en található Sarm East stúdióban vették fel.
A 2010-es megalakulásuk óta a zenekar számos koncertet adott az Egyesült Királyságban és Spanyolországban, és interjút készítettek a Nico Nico Douga japán videómegosztó weboldalnak.
2011 elején a ritmusgitáros Yuki személyes okokból elhagyta a zenekart, így a banda négytagúvá vált, míg Yosh jótékonysági rendezvényeket szervezett és fellépett a 2011-es japán Tōhoku földrengés és szökőár megsegítésére. A zenekar bejelentette a második kiadványukról szóló híreket is.

### A The Hunter és a Shizuku (2012)
2012 februárjában az Esprit D'Air kiadta a The Huntert, és a kislemez bemutatásának részeként két headline koncertet adott a Nambucca (London, Egyesült Királyság) és a La Farga (Barcelona, Spanyolország) koncerttermekben, Tom Smith, az európai székhelyű JPU Records független lemezkiadó (The Gazette, Polysics, Ling tosite Sigure) igazgatója úgy jellemezte a kislemezt, hogy "sokkal jobban izgatja őket, mint bármelyik közelmúltbeli visual kei vagy J-rock Japánból".
2012 júniusában az Esprit D'Air kiadta a Shizuku-t, a számot korlátozott ideig ingyenesen elérhetővé téve.

### Rock Band 3, hiatus és Yosh távozása (2012–2013)
2013 elején a zenekar népszerűsége még tovább nőtt, amikor a Shizuku lett az első játszható japán nyelvű szám az Xbox 360-as Rock Band 3 videojátékban, és az egyetlen J-Rock kategóriában szereplő szám. Yosh már nem volt a zenekarban.
Személyes okok miatt Yosh 2013 elején már nem volt tagja a zenekarnak, és hat hónappal azután tért vissza Tokióba, hogy a zenekar 2013 végén bejelentette határozatlan idejű hiatuszát.

### Coma, Hakuren és a feloszlás (2013)
Coma és Hakuren 2013 áprilisában csatlakozott a zenekarhoz, mint új énekes és ritmusgitáros, így a zenekar ismét öt tagúvá vált. A zenekar azonban ebben a felállásban 2013 szeptemberében, a Brighton Japan Festivalon adta utolsó koncertjét. Egy hónappal később a Coma visszarepült Tokióba, Japánba anélkül, hogy határozott tervei lettek volna a visszatérésre. Mivel az énekes egy másik országban tartózkodott, a zenekar nem látta a közös jövőt, és úgy döntöttek, hogy feloszlanak, annak ellenére, hogy a lemezkiadó érdeklődött a készülő albumuk iránt.
A Louder Soundnak adott interjúban nyilvánosságra hozták, hogy a feloszlás oka részben a vezető dalszerző és zeneszerző Kai depressziója és személyes küzdelmei voltak, amelyek a zenekar feloszlatásához vezettek.

### Egyesülés és egyszemélyes visszatérés, majd Újjászületés (2016)

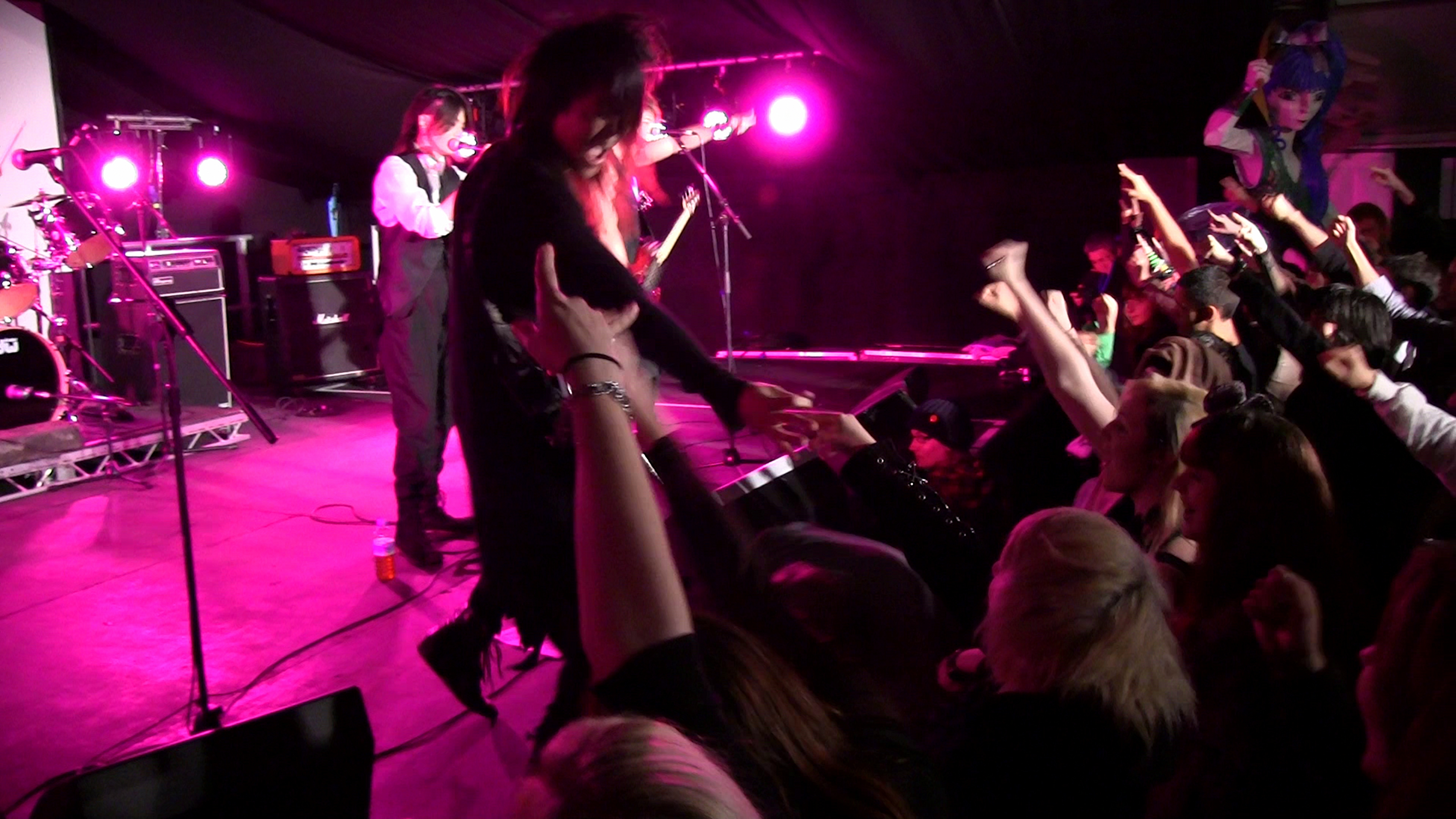
Esprit D'Air in 2013

2016 márciusában az Esprit D'Air újra összeállt egy egyszeri koncertre, mint egy háromtagú csapat, Kai énekessel, hogy fellépjenek egy jótékonysági rendezvényen Londonban, melynek teljes bevételét az Aoba-gakuen, egy árvaház javára ajánlották fel a japán Fukushimában; a jegyek, árucikkek, ételek és adományok eladásával az esemény több mint 1100 fontot hozott össze az árvaháznak; ekkor még bizonytalan volt, hogy az Esprit D'Air újraalakul-e. Ezt követően a rajongók érdeklődése és igénye miatt 2016 júniusában az Esprit D'Air hivatalosan is bejelentette visszatérését, az eredeti gitáros Kai vette át a szólóénekes szerepét, Ellis a basszusgitáros, Daishi pedig a dobos (később kiderült, hogy Ellis és Daishi valójában nem vett részt az újjáalakulásban, csak session zenészként) A zenekar három koncertet is bejelentett, köztük egy fellépést a Hyper Japan Festival nagyszínpadán.
2016 decemberében az Esprit D'Air kiadta négy év után első kislemezét, a "Rebirth"-t. A kislemez megjelenését a londoni Underbelly Zigfridben és a párizsi Le Trianonban ünnepelték, Kai szerint a dal egy férfi történetét meséli el, aki megtalálja a hangját és a csillagok alatt énekel, ami oda vezet, hogy ő lesz a városa megmentője, mivel a hangja mindenkit inspirál és felfrissít, aki hallja. Az első és a második sor a színpadról a közönség gyönyörű látványára utal ("Aoku yureta hoshi wo matoi" - a kék csillagok homályos fényében). A középső híd pedig a fényes jövőjére utal, és arra, ahogyan felé halad.

### Constellations (2017–2018)
2017 márciusában az Esprit D'Air egy teltházas headline koncertet adott az O2 Academy2 Islingtonban,[28][29] ahol második kislemezük, a Guiding Light című számukat játszották.
2017 áprilisában a zenekar kiadta második visszatérő kislemezét, a Guiding Lightot, és kizárólag a Teamrock.com-on mutatták be a klipet, amely később bekerült a 2017-es év eddigi 50 legjobb rockdalának toplistájára.
Az Esprit D'Air június 30-án adta ki Constellations című albumát digitálisan, majd július 7-én a Starstorm Records gondozásában egy három bónusz számmal ellátott fizikai albumot is megjelentetett. Kai úgy jellemezte az album átfogó témáját, hogy a legsötétebb és legnehezebb időkben is megtalálják a reményt és a pozitivitást, mondván.
"A Rebirth például egy olyan ember története, aki visszanyerte a hangját, hogy újra a csillagok között énekelhessen. Ez tükrözi az Esprit D'Air megreformálásának személyes történetét, és azokat az erős érzéseket, amelyeket a sok küzdelem után újra zenéléssel kapcsolatban érzek. A Guiding Light arról szól, hogy a legsötétebb időkben is megtaláljuk az optimizmust és a továbblépéshez szükséges akaratot. A Starstorm egy absztrakt történet egy ígéret beteljesítéséről egy halálra ítélt jövőben egy haldokló bolygón. A Reminisce egy számodra nagyon fontos ember haláláról szól, de az emlékezéssel továbblépsz, az utolsó sor pedig azt jelenti, hogy "a bátorságom most kezdett szabadsággá válni". A Versus az álmaid kergetéséről szól - a japán dalszövegben a "te" úgy hangzik, mintha a romantikát kergetnéd, de a "te" valójában az álmaid metaforájaként szerepel.
A Constellations az Amazon.com Hard Rock & Metal eladási listáján a harmadik, a Rock eladási listán pedig a nyolcadik helyen végzett. Az album megjelenését nem sokkal követte egy másik kislemez, az Ignition augusztusi kiadása,[33] amelyet a Kerrang! Rádióban.
Az Esprit D'Air 2017. október 24-én az O2 Academy Islingtonban lépett fel a The Birthday Massacre előzenekaraként, 2018 februárjában pedig egy hétnapos headline brit turnéra vállalkoztak Londonban, Cardiffban, Birminghamben, Manchesterben, Newcastle-ben, Carlisle-ban és Glasgow-ban, hogy megünnepeljék a Constellations megjelenését.
2018 januárjában az Esprit D'Air kiadta a "Starstorm" című kislemezt a Constellations című albumról. A kislemez változatát Stuart Hawkes újramaszterelte, aki a Miyavival, Sugizóval ésMika Nakashima|Mika Nakashimával való munkájáról ismert. Emellett tartalmaz egy Shudan által készített remixet és egy instrumentális változatot is.".
2018 márciusában az Esprit D'Air elnyerte a "Legjobb metal vagy hardcore album" díját a New York-i The Independent Music Awards-on a Constellations című albumukért. A zsűriben többek között Amy Lee, az Evanescence, a Slayer és a Sepultura tagja volt. A zenekar rövidesen bejelentette, hogy 2018 szeptemberében kiterjesztik a Constellations turnéjukat Európára.
2018 májusában a zenekar kiadta a "Calling You" című kislemezt. A szám a Louder's Tracks Of The Week listáján szerepelt a Nine Inch Nails, a Ghost és a Bullet for My Valentine mellett, és a BBC rádióban is megkapta első adását.
2018 augusztusában az Esprit D'Air kiadta a Dead End "Serafine" című dalának feldolgozásait.
2018 végén az Esprit D'Air-t jelölték a Sega által szponzorált Neo Awards-on a "Legjobb zenei előadás" kategóriában. A zenekar a negyedik helyen végzett a Crossfaith, a The GazettE és a Band-Maid mögött.

### Oceans (2018-tól napjainkig)
Az Esprit D'Air 2018-tól 2021 végéig rögzítette második, Oceans című albumát. A lemez végül 2022 februárjában jelent meg, és az Egyesült Királyság Rock & Metal Albums Chartjának 8. helyéig ért el. Az album felvételei 2019 közepén félbeszakadtak, amikor Kai producer laptopját ellopták, és az album nem jelent meg.
2019 elején az Esprit D'Air crowdfunding kampányt indított, hogy pénzt gyűjtsön az új kislemezük, az "Amethyst" megjelenéséhez. A zenekar három nap alatt elérte a célt, de a kampány közepén Ellis személyes okokból kilépett a zenekarból,  és a kislemeze 2019 februárjában jelent meg.
2019 júniusában bejelentették, hogy a készülő albumuk teljes tartalmát tartalmazó laptopot ellopták tőlük, ami azt jelenti, hogy a felvételi folyamatot elölről kell kezdeniük. Ekkor azt is bejelentették, hogy a készülő album címe Oceans lesz. Az új album megjelenése most késni fog, mivel az Esprit D'Air újra felveszi azt. Az ellopott munkálatok között szerepeltek az "Amethyst" című kislemezük bakelitjei is.
2020 májusában az Esprit D'Air bejelentette, hogy a 10 éves jubileumi koncertjüket 2020. október 24-én tartják a londoni The Dome-ban, azonban a COVID-19 járvány miatt az élő koncertet aznap livestreamre cserélték,[48][49] és helyette a wolverhamptoni KK's Steel Millben került sor. and instead took place at KK's Steel Mill in Wolverhampton.[forrás?]
2020 decemberében az Esprit D'Air kiadta "Leviathan" című kislemezét, amelyhez egy Andy Mihov által rendezett klipet is készítettek, melynek premierje a Loudwire-en volt. Kai elmondta a Loudwire-nek:
"A 'Leviatánt' úgy értelmeztük, mint egy hatalmas erőt vagy befolyást, ami túlmutat az emberi hatalmon vagy tudáson. Amikor megírtuk, arra gondoltunk, hogy mennyire megváltozott a világunk a világjárvány miatt, és hogyan tudunk pozitívan és reménykedve gondolkodni a nehéz időkben. A zeneszerzéssel és a dalszerzéssel megpróbáltuk kifejezni a kétségbeesés fényét, az emberi gyengeséget és butaságot, valamint az emberi bölcsességet, hogy egy új világot építsünk."
A "Leviathan" megjelenése dicséretet kapott a kollégáktól, a The Sisters of Mercy tag Ben Christo így nyilatkozott a dalról: "Ez egy igazán egyedi keveréke a djentnek, az indusztriálnak, az elektrónak, a gothnak, az emónak, a metálnak és még sok másnak. Imádom a drámai és filmszerűségét, a kísérteties, melankolikus színekkel, amelyek a gépezet kegyetlen, könyörtelen állkapcsai között suhannak." Michael Falcore a The Birthday Massacre-ből azt mondta, hogy a "Leviathan" "egy nagyszerű dal, olyan, mint egy modernkori opera, felgyújtott nehéz gitárokkal!". Melankolikus és kísérteties, az ének mélyre hatol. Egy igazán ihletett dal." A kiadványhoz két remix is készült, egy drum and bass stílusú a Los Angeles-i Heavygrinder és egy eurobeat stílusú a londoni Shirobon producer által.
2021 februárjában az Esprit D'Air kiadja 10 éves jubileumi élő albumát, amely a 2020 októberi online koncertjük felvételeit tartalmazza. A fizikai CD-verzió a teljes tizenkét számot tartalmazza majd, míg a digitális változat tíz felvételt tartalmaz a koncertről.
2021 márciusában az Esprit D'Air kiadja az X Japan Kurenai című dalának feldolgozását, melyben a gitárokat, a basszusgitárt és az éneket Kai, a dobokat pedig Jan-Vincent Velazco vette fel. A folyamatban lévő járvány miatt ez az Esprit D'Air első olyan kiadványa, amelyhez nem készült teljes előadású klip, helyette egy mozgóképes videóval jelent meg.
2021 áprilisában az Esprit D'Air kiadta a "Nebulae" című kislemezét. A kislemezt úgy írják le, mint egy dalt az előrehaladásról és az életed irányításának átvételéről. Kai így kommentálta: "Irányíthatnak minket a körülmények, vagy irányíthatjuk a sorsunkat. Ez a mi himnuszunk a motivációról és a saját jövőnk megteremtéséről szól". Bejelentették, hogy az Esprit D'Air továbbra is hathetente új zenét fog kiadni a Patreon platformon keresztül.
2021 júniusában az Esprit D'Air kiadta a Glaciers című kislemezét. A kislemez egy poszt-rock ballada irányt vett, amit Kai elmondása szerint olyan zenekarok inspiráltak, mint a Mogwai és az Explosions in the Sky.
2021 júliusában az Esprit D'Air kiadta a 2017-es "Guiding Light" című kislemezük újra felvett feldolgozását, amely más befejezést és hangszerelést tartalmazott.
2021 szeptemberében az Esprit D'Air bejelentette, hogy 2022 februárjában visszatérnek egy londoni koncertre az O2 Academy Islingtonban, és kiadták a 'Tsunami' című kislemezt, amelyet súlyosabb djent és electronicore stílusban adtak elő. A videoklipben a turné tagjai Jan-Vincent, Yusuke és Takeshi szerepelnek.
2021 októberében az Esprit D'Air kiadta a 'Souhou Raiā' című kislemezt, melyet a tokiói Vocaloid producerrel, UmiKazeTaiyou-val közösen készítettek.
2021 novemberében az Esprit D'Air kiadta debütáló daluk, a Deai új, zenekari mixét és újrafelvételét.
2021 januárjában bejelentették, hogy az új album, az Oceans végül 2022. február 18-án jelenik meg. Az albumon olyan dalokat ("Dead Zone" és "The Abyss") tartalmaz, amelyeken különleges vendégénekesként a The Sisters of Mercy tagja, Ben Christo, illetve Ryo Kinoshita, a Crystal Lake nevű japán metalcore zenekar tagja énekel.
2022 februárjában végül megjelent a második album, az Oceans. Az album négy pozíciót ért el az Egyesült Királyság hivatalos listáján, köztük a 13. helyet a Top 40 Rock and Metal Albums listán azon a héten, és a 3. helyen végzett a Top Metal Albums listán az iTunes-on az Egyesült Királyságban. Az album szerepelt a Loudwire, a Metal Injection és a Knotfest hírportálon is, és pozitív kritikákat kapott a kritikusoktól.
Ezzel egy időben az Esprit D'Air kiadta a "Leviathan" klip javított változatát, a "Leviathan 2.0"-t, amely Andy Mihov és egy brit, francia és tajvani csapat által készített új vizuális effekteket tartalmaz. A klip több operatőri és zenei videoklip díjat is kapott.
Az Oceans albumot február 20-án az O2 Academy Islingtonban tartott bemutató buli, majd egy nyári brit turné követte, amelynek keretében az Amplified Fesztiválon is fellépett.
2022 márciusában az Esprit D'Air kiadott egy videoklipet és egy kislemezt a "Dead Zone" című dalhoz, amelyben Ben Christo a The Sisters of Mercyből közreműködött. Magáról a dalról a Cradle of Filth gitárosa, Richard Shaw azt mondta: "Fülbemászó és atmoszférikus, hihetetlen vokállal és egy túlvilági gitárszólóval. Micsoda dal!"
A zenekar 2022. júliusi és augusztusi brit nyári turnéját követően az Oceans album hat kategóriában is újra felkerült a hivatalos toplistákra, köztük a Top 40 Rock and Metal Albums listán a 8. helyre, az Independent Albums Breakers listán pedig az 5. helyre. Az album még néhányszor újra felkerült, és hetekig a listákon maradt.
Az Esprit D'Air 2023 februárjában több brit turné dátumot jelentett be, fellépve Cardiffban, Yorkban, Newcastle upon Tyne-ban, Edinburgh-ban, Manchesterben, Birminghamben és Londonban, és néhány dátum már hónapokkal előre elfogyott.

### Shizuku újrakiadás (2023-tól napjainkig)
A "Shizuku" 2023 januárjában jelent meg a Rock Band 4-ben PlayStation 4-re és Xbox One-ra, tíz évvel az előd Rock Band 3-ban való megjelenése után. A dal továbbra is az egyetlen dal a "J-Rock" műfaji címkén belül.
Bejelentették, hogy az Esprit D'Air dolgozik a "Shizuku" újbóli felvételén és újbóli kiadásán, amely 2023 februárjában jelenik meg a 10. évforduló alkalmából.
Az ausztrál producerrel, Misstiq-kal együttműködve az Esprit D'Air február 10-én kiadta a "Shizuku"-t egy animációs klippel együtt. Az új verzióban Misstiq által biztosított új szintetizátor és billentyűs részek, valamint Kai által felvett gitárok, ének, basszusgitár és dobok szerepeltek.
Miután 2023-ban a teljes brit turnéjukat eladták, újabb dátumokat jelentettek be Magyarországon és Spanyolországban 2023-ban, valamint az Egyesült Királyságban és Írországban 2024-ben.

## Zenei stílus és hatások
Mint sok japán rockzenekar, az Esprit D'Air is számos műfajba sorolható, mint például az Electronicore, a gothic metal, a power metal és az industrial metal. Kai különböző interjúkban azt nyilatkozta, hogy kedvenc zenekarai az Iron Maiden, a Judas Priest, a Megadeth, az X Japan, a Mötley Crüe, a W.A.S.P. és az Anthrax, bár az Esprit D'Air zenéje ezt nem tükrözi. Kai szerint:
"Én úgy közelítem meg a zenét, hogy megkísérlem kibontakoztatni azt, amit már megcsináltak a rock- és metálzenében. Nem tartom inspirálónak, hogy olyan zenét másoljak, amit már megcsináltak, de ugyanakkor nem is akarok egy aktuális trendet követni".
A Loudwire japán rock- és metálbandákról szóló cikkében Kai az X Japan, a Dead End és a L’Arc-en-Ciel (különösen a HYDE) zenekarokat említi legfőbb hatásai között.

## Kollaborációk és egyéb projektek

### Hivatalos kiadások
Az Esprit D'Air eddig Ben Christo (The Sisters of Mercy), Ryo Kinoshita (korábban Crystal Lake), Heavygrinder, Shirobon, Shudan, UmiKazeTaiyou és Misstiq nevű előadókkal dolgozott együtt hivatalos kiadványokon.

### Shot Through The Heart
2018 és 2019 között Kai gyakori vendégénekese volt a londoni Shot Through The Heart projektnek, a Ben Christo által bemutatott "havi élő hard rock, AOR és glam metal feldolgozásokkal teli estének". Az élő fellépéseket általában különböző rock/glam/metal együttesek vendégzenészeivel egészítették ki, akik között korábban Bruce Dickinson (Iron Maiden), a Rainbow, Michael Schenker, Gun, Marco Mendoza, Jettblack, Lauren Harris és mások is szerepeltek.

### Stereo Juggernaut
2016-ban Kai a Stereo Juggernaut basszusgitárosa volt, és részt vett egy brit turnén a The Birthday Massacre előzenekaraként, valamint fellépett a 3Teeth, a Hed PE és a Warrior Soul együttesekkel.

### Steevi Jaimz
2022. október 15-én Kai-t felkérték, hogy gitározzon az eredeti Tigertailz-énekes Steevi Jaimz mellett Bruce Dickinson (Iron Maiden) és Rachel Stamp dobos Robin Guy, valamint az egykori BulletBoys-basszusgitáros Rob Lane mellett, a Tigertailz Young and Crazy című debütáló albumának 35. évfordulóját ünneplő egyszeri koncertjén.

## A Tagok
Rövid, 2010-2013-as felállásuk alatt az Esprit D'Air egy olyan csapat volt, ahol minden tag hozzájárult a dalszerzéshez és a produkcióhoz. A 2016-os újjáalakulásuk óta az Esprit D'Air ma már egyszemélyes zenekarnak tekinthető, ahol Kai az egyetlen hivatalos tag, aki minden hangszeren játszik és debütál a lemezeken, teljes mértékben a kreatív irányítást gyakorolja. A Heavy Magazine-nak adott nemrégiben készült interjúban megerősítették, hogy az Esprit D'Air 2016 óta Kai szólóprojektje.
Élőben Kai egy háttérzenekart használ a dalok előadásához, köztük a régi, korábbi hivatalos tagok közül Ellis basszusgitárost (2019-ig) és Daishi dobost (2018-ig), valamint a Pendragonból ismert Jan-Vincent Velazco dobost. Az Esprit D'Air barkácsoló megközelítést alkalmaz, szándékosan nem keresnek kiadót, menedzsmentet vagy booking-ügynököt, hanem mindent maguk intéznek, hogy minél önellátóbbak legyenek.

## Banda tagok

### Jelenlegi tagok
Hivatalos tagok
- Kai – gitár (2010–2013, 2016–ma), ének, basszusgitár, dob, zeneszerző (2016–ma)

Session/turning tagok
- "Ryo" Takahashi Ryoma – gitár (2016-ma)
- Jan-Vincent Velazco – dobok, ütőhangszerek (2016-tól napjainkig)
- Okamoto Yusuke – gitár (2019-ma)
- Tokunaga Takeshi – basszusgitár (2019-jelenleg)

### Korábbi tagok
Hivatalos tagok
- Yuki – gitár (2010-2011)
- "Hakuren" Nashimoto Tatsuya – gitár (2013)
- Ellis – basszusgitár (2010–2013, 2016–2018 csak élőben)
- Daishi – dob, ütőhangszerek (2010–2013, 2016–2017 csak élőben)
- "Yosh" Suga Yoshisuke – vezető ének (2010-2013)
- Coma – vezető ének (2013)

Session/turning tagok
- Jimmy Pallagrosi – ütőhangszerek, dobok (2016)
- Chris Allan-Whyte – ütőhangszerek, dobok (2016–2017)
- Uchishiba Juri – hegedű (2016c2017), akusztikus szekciók
- Kaneko Yutaka – ütőhangszerek (2016202017), akusztikus szekciók
- Miyamoto Taku – ütőhangszerek, dobok (2018–2019)
- Shibuichi Yuri – basszusgitár (2019)
- Andre Joyzi – ütőhangszerek, dobok (2020)
- Nishigaki Kazuki – basszusgitár (2020)

## Diszkográfia

### Albumok
| Cím            | Az album részletei                                | Csúcsgrafikon pozíciók                 | Csúcsgrafikon pozíciók                         | Csúcsgrafikon pozíciók                | Csúcsgrafikon pozíciók             | Csúcsgrafikon pozíciók          | Csúcsgrafikon pozíciók | Csúcsgrafikon pozíciók             |
| Cím            | Az album részletei                                | Egyesült Királyság Rock & Metal Albums | Egyesült Királyság Independent Albums Breakers | Egyesült Királyság Independent Albums | Egyesült Királyság Album Downloads | Egyesült Királyság Albums Sales | Skót albumok           | Egyesült Királyság Physical Albums |
| -------------- | ------------------------------------------------- | -------------------------------------- | ---------------------------------------------- | ------------------------------------- | ---------------------------------- | ------------------------------- | ---------------------- | ---------------------------------- |
| Constellations | - Megjelenés: 2017. július 7 - Címke: Starstorm   | 33                                     | 16                                             | 48                                    | 45                                 | —                               | 81                     | –                                  |
| Oceans         | - Megjelenés: 2022. február 18 - Címke: Starstorm | 8                                      | 5                                              | 12                                    | 5                                  | 25                              | 19                     | 80                                 |

### Élő albumok
| Év   | Az album részletei                                                     |
| ---- | ---------------------------------------------------------------------- |
| 2021 | 10th Anniversary Live - Megjelenés: 2021. február 5 - Címke: Starstorm |

### Kislemezek
| Év   | Kislemez részletek                                                                                                  |
| ---- | --- |
| 2012 | Shizuku (雫; Cseppecske) - Megjelenés: 2012. június 29 - Címke: Független                                           |
| 2016 | Rebirth - Megjelenés: 2016. december 14 - Kiadó: Starstorm Records                                                  |
| 2017 | Guiding Light - Megjelenés: 2017. április 14 - Kiadó: Starstorm Records                                             |
| 2017 | Ignition - Megjelenés: 2017. augusztus 18 - Kiadó: Starstorm Records                                                |
| 2018 | "Starstorm" - Megjelenés: 2018. január 26 - Kiadó: Starstorm Records                                                |
| 2018 | Calling You - Megjelenés: 2018. május 11 - Kiadó: Starstorm Records                                                 |
| 2018 | Serafine - Megjelenés: 2018. augusztus 31 - Kiadó: Starstorm Records                                                |
| 2019 | Amethyst - Megjelenés: 2019. február 22 - Kiadó: Starstorm Records                                                  |
| 2020 | Leviathan - Megjelenés: 2020. december 4 - Kiadó: Starstorm Records                                                 |
| 2021 | Kurenai (紅; Crimson) - Megjelenés: 2021. március 19 - Kiadó: Starstorm Records                                     |
| 2021 | Nebulae - Megjelenés: 2021. április 30 - Kiadó: Starstorm Records                                                   |
| 2021 | Glaciers - Megjelenés: 2021. június 11 - Kiadó: Starstorm Records                                                   |
| 2021 | Guiding Light (Reimagined) - Megjelenés: 2021. július 23 - Kiadó: Starstorm Records                                 |
| 2021 | "Cunami" (津波) - Megjelenés: 2021. szeptember 3 - Kiadó: Starstorm Records                                         |
| 2021 | Souhou Raiā (双方ライアー) (feat. UmiKazeTaiyou) - Megjelenés: 2021. október 15 - Kiadó: Starstorm Records          |
| 2021 | "Deai - Orchestra Mix" (出逢い - オーケストラ・ミックス) - Megjelenés: 2021. november 26 - Kiadó: Starstorm Records |
| 2022 | The Abyss (feat. Ryo Kinoshita) - Megjelenés: 2022. február 11 - Kiadó: Starstorm Records                           |
| 2022 | Dead Zone (feat. Ben Christo) - Megjelenés: 2022. március 11 - Kiadó: Starstorm Records                             |
| 2023 | Shizuku (雫; Cseppecske) (feat. Misstiq) - Megjelenés: 2023. február 10 - Kiadó: Starstorm Records                  |

### Kibővített lejátszások
| Év   | Az album részletei                                                          |
| ---- | --------------------------------------------------------------------------- |
| 2010 | Deai (出逢い; Találkozás) - Megjelenés: 2010. október 29 - Címke: Független |
| 2012 | The Hunter - Megjelenés: 2012. február 29 - Címke: Független                |
| 2020 | Amethyst - Megjelenés: 2020. június 5 - Kiadó: Starstorm Records            |
| 2020 | Leviathan - Megjelenés: 2020. december 4 - Kiadó: Starstorm Records         |

### Egyéb megjelenések
- Various artists – Now Hear This! The Winners of The 16th Independent Music Awards (2018)

### Zenei videók
- The Hunter (2012)
- 雫 ('Shizuku') (2012)
- Rebirth (2016)
- Guiding Light (2017)
- Ignition (2017)
- Starstorm (2018)
- Calling You (2018)
- Serafine (2018)
- Amethyst (2019)
- Leviathan (2020)
- Kurenai (2021)
- Nebulae (2021)
- Glaciers (2021)
- Guiding Light (Reimagined) (2021)
- 津波 ('Tsunami') (2021)
- 双方ライアー ('Souhou Raiā') (2021)
- 出逢い ('Deai') (2021)
- Leviathan 2.0 (Enhanced Edition) (2022)
- The Abyss (2022)
- Dead Zone (2022)
- 雫 ('Shizuku') (2023)